# アンジェラ・マクスウェル
アンジェラ・ユカ・マクスウェル（英語: Angela Yuka Maxwell, 1992年7月28日 - ）は、アメリカ合衆国の女性フィギュアスケート選手。2008年JGPチェコスケート2位ほかISUジュニアグランプリ2位3回、3位2回。

## 人物
テキサス州アーリントンに生まれ、ダラスで育つ。父親はアメリカ人、母親は日本人という日系アメリカ人だが、両親が国籍留保の手続きを知らなかったため、日本国籍は持っていない。2008年から練習拠点をハッケンサックに移している。スケートをやめた後は、大学に行って犯罪学者になりたいという。

## 経歴
6歳からスケートを始めた。当時体操にも取り組んでいたマクスウェルは、9歳のときに氷上でバックフリップを披露している。
2003-2004シーズンはジュブナイルの競技会に出場。サウスウェスタン・リージョナルで優勝して全米ジュニア選手権に出場、11位となった。2004-2005シーズンはインターメディエイトに上がり、サウスウェスタン・リージョナル2位、全米ジュニア選手権では4位。
2005-2006シーズンにはノービスに移行。サウスウェスタン・リージョナル、ミッドウェスタン・セクショナルでそれぞれ2位となり、全米選手権に出場、11位となった。2006-2007シーズン、リージョナルとセクショナルでいずれも優勝し、全米選手権でも初優勝を飾った。全米選手権のエキシビションでは、Jock Jams の曲に合わせて演技を披露、氷上で2回のバックフリップをした。その後、インターナショナルチャレンジカップで国際大会初優勝を収めた。
2007-2008シーズン、ジュニアレベルに移行し、ISUジュニアグランプリ (JGP) レイクプラシッドで3位。1位の長洲未来、2位のアレクシ・ギレスとともにアメリカ勢で女子の表彰台を独占した。しかし、ジュニアグランプリの2試合目は割り当てられず、JGPファイナルには出場できなかった。そのため、全米に出るために地区大会から勝ち上る必要があったが、サウスウェスタン・リージョナル2位、ミッドウェスタン・セクショナルで優勝して、全米選手権に出場、アレクシ・ギレスに次ぐ2位となって、世界ジュニア選手権の第2補欠に選出された。
2008-2009シーズンはJGPチェコスケート2位、JGPジョン・カリー記念3位となり、JGPファイナルに進出、5位となった。その後全米選手権のシニアクラスに出場し、初出場で8位となった。

## 主な戦績
| 大会/年                       | 2005-06 | 2006-07 | 2007-08 | 2008-09 | 2009-10 |
| ----------------------------- | ------- | ------- | ------- | ------- | ------- |
| 全米選手権                    | 11 N    | 1 N     | 2 J     | 8       |         |
| JGPファイナル                 |         |         |         | 5       | 6       |
| JGPブラオエン・シュベルター杯 |         |         |         |         | 2       |
| JGPブダペスト                 |         |         |         |         | 2       |
| JGPジョン・カリー記念         |         |         |         | 3       |         |
| JGPチェコスケート             |         |         |         | 2       |         |
| JGPレイクプラシッド           |         |         | 3       |         |         |

- N = ノービスクラス、J = ジュニアクラス

### 詳細
| 2009-2010 シーズン    |                                                                |         |         |          |
| 開催日                | 大会名                                                         | SP      | FS      | 結果     |
| 2009年12月5日-6日     | 2009/2010 ISUジュニアグランプリファイナル（東京）              | 8 47.28 | 5 90.27 | 6 137.55 |
| 2009年9月30日-10月3日 | ISUジュニアグランプリ ブラオエン・シュベルター杯（ドレスデン） | 3 47.63 | 1 88.52 | 2 136.15 |
| 2009年8月26日-29日    | ISUジュニアグランプリ ブダペスト（ブダペスト）                 | 5 45.77 | 2 90.54 | 2 136.31 |

| 2008-2009 シーズン  |                                                            |          |          |          |
| 開催日              | 大会名                                                     | SP       | FS       | 結果     |
| 2009年1月18日-25日  | 全米フィギュアスケート選手権（クリーブランド）             | 13 50.02 | 7 101.20 | 8 151.22 |
| 2008年12月10日-14日 | 2008/2009 ISUジュニアグランプリファイナル（高陽）          | 3 48.84  | 5 82.91  | 5 131.75 |
| 2008年10月15日-18日 | ISUジュニアグランプリ ジョン・カリー記念（シェフィールド） | 2 51.25  | 3 96.21  | 3 147.46 |
| 2008年9月17日-21日  | ISUジュニアグランプリ チェコスケート（オストラヴァ）       | 7 43.15  | 2 93.44  | 2 136.59 |

| 2007-2008 シーズン   |                                                             |         |         |          |
| 2008年1月20日-27日   | 全米フィギュアスケート選手権 ジュニアクラス（セントポール） | 1 54.91 | 3 95.20 | 2 150.11 |
| 2007年8月30日-9月2日 | ISUジュニアグランプリ レイクプラシッド（レークプラシッド）  | 3 45.19 | 3 75.07 | 3 120.26 |

| 2006-2007 シーズン |                                                           |         |         |          |
| 開催日             | 大会名                                                    | SP      | FS      | 結果     |
| 2007年3月7日-11日  | エスミントチャレンジ杯（ハーグ）ノービスクラス            | 1 43.28 | 1 71.67 | 1 114.95 |
| 2007年1月21日-28日 | 全米フィギュアスケート選手権 ノービスクラス（スポケーン） | 2 43.33 | 2 88.32 | 1 131.65 |

| 2005-2006 シーズン  |                                                             |          |         |          |
| 開催日              | 大会名                                                      | SP       | FS      | 結果     |
| 2006年1月7日 - 15日 | 全米フィギュアスケート選手権 ノービスクラス（セントルイス） | 12 30.74 | 9 65.34 | 11 96.08 |

## プログラム使用曲
| シーズン  | SP | FS                                                                               | EX                 |
| --------- | --- | -------------------------------------------------------------------------------- | ------------------ |
| 2008-2009 | What Hands Can Do? Beatsucht, Florian Lakenmacher and David Paulicke 仮面舞踏会 作曲：アラム・ハチャトゥリアン、演奏：ロンドン交響楽団 | アニメ『犬夜叉』サウンドトラック 作曲：和田薫                                    |                    |
| 2007-2008 | テイク・ファイヴ 作曲：デイヴ・ブルーベック                                                                                            | 映画「ファインディング・ニモ」サウンドトラック                                   |                    |
| 2006-2007 | 映画『Mr.&Mrs. スミス』より フラメンコ                                                                                                 | テレビドラマ『デューン／砂の惑星 II』サウンドトラック 作曲：ブライアン・タイラー | jock jams メドレー |
| 2005-2006 | Shout Feel It | 赤いけしの花 作曲：レインゴリト・グリエール                                      |                    |
| 2004-2005 | Chopsticks | ミュージカル『ミス・サイゴン』より                                               |                    |